# یوناتو کابرال
یوناتو کابرال (انگلیسی: Yonathan Cabral؛ زادهٔ ۱۰ مهٔ ۱۹۹۲) بازیکن فوتبال اهل آرژانتین است.
از باشگاه‌هایی که در آن بازی کرده‌است می‌توان به باشگاه فوتبال راسینگ کلوب آویاندا اشاره کرد.